# 明智小五郎
明智小五郎（あけち こごろう）是日本偵探小说家江户川亂步創造的一個名偵探，妻子是明智文代（本姓：奥村），培養徒弟小林芳雄並組織少年偵探團，由小林擔任團長。主要對手是怪人二十面相。
2012年，日本朝日新聞舉辦「最難忘的名偵探」民意調查小五郎得到第4位。
在日本與高木彬光的神津恭介、横溝正史的金田一耕助並列為「日本三大名偵探」。

## 登场作品

### 面向大人的作品
- D坡杀人案（D坂の殺人事件）
- 心理测验（心理試験）
- 黑手组（黒手組）
- 幽灵
- 屋頂上的散步者（屋根裏の散歩者）
- 一寸法師（一寸法師）
- 蜘蛛男（蜘蛛男）
- 誰
- 獵奇之果（猟奇の果）
- 魔術師（魔術師）
- 吸血鬼（吸血鬼）
- 黄金假面人（黄金仮面）
- 黑蜥蜴（黒蜥蜴）
- 人形豹（人間豹）
- 惡魔的紋章（悪魔の紋章）
- 暗黑星（暗黒星）
- 地獄的小丑（地獄の道化師）
- 凶器
- 化人幻戲（化人幻戯）
- 影男
- 月與手套（月と手袋）

### 少年侦探团系列
（タイトルはポプラ社版のもの）
- 怪人二十面相（怪人二十面相）
- 少年侦探团（少年探偵団）
- 妖怪博士（妖怪博士）
- 大金块（大金塊）
- 青铜魔人（青銅の魔人）
- 地底的魔術王（地底の魔術王）
- 透明怪人（透明怪人）
- 怪奇四十面相（怪奇四十面相）
- 宇宙怪人（宇宙怪人）
- 鐵塔王國的恐怖（鉄塔王国の恐怖）
- 海底的魔术师（海底の魔術師）
- 灰色巨人（灰色の巨人）
- 魔法博士（魔法博士）
- 黄金豹（黄金豹）
- 
- 魔法人偶（魔法人形）
- 馬戲團的怪人（サーカスの怪人）
- 奇面城的秘密（奇面城の秘密）
- 夜光人（夜光人間）
- 塔上的魔術師（塔上の奇術師）
- 铁人Q（鉄人Q）
- 假面的恐怖王（仮面の恐怖王）
- 二十面相的詛咒（二十面相の呪い）
  - 黄金虎（黄金の虎））一并收录
- 飛在空中的二十面相（空飛ぶ二十面相）
  - 天空魔人（天空の魔人）一并收录
- 黄金怪兽（黄金の怪獣）

### 電玩作品
- Crash Fever

## 饰演明智小五郎的演员

### 電影
- 石井獏（石井獏）
- 藤田進（藤田進）
- 岡讓司（岡譲司）
- 若杉英二（若杉英二）： 《怪人二十面相》、《少年偵探團》
- 岡田英次（岡田英次）：《少年偵探團》
- 波島進（波島進）：《少年偵探團》
- 梅宮辰夫（梅宮辰夫）：《少年偵探團》
- 大木實（大木実）：《黑蜥蜴》、《江戸川亂歩全集 恐怖奇形人間》
- 木村功（木村功）：《黑蜥蜴》
- 嶋田久作（嶋田久作）：《D坡殺人案》
- 本木雅弘（本木雅弘）
- 塚本晉也（塚本晉也）
- 淺野忠信（淺野忠信）：《亂步地獄》
- 仲村亨（仲村トオル）：《K20：怪人二十面相》

### 电视剧
- 千叶耕市（千葉耕市）：《少年侦探团》
- 佐伯彻（佐伯徹）
- 若柳敏三郎（若柳敏三郎）
- 中田博久（中田博久）
- 泷俊介（滝俊介）
- 夏木阳介（夏木陽介）
- 滨田柾彦（浜田柾彦）：《少年侦探团 (BD7)》
- 南条丰（南條豊）：《少年侦探团》
- 天知茂（天知茂）：《江户川乱步的美女系列》
- 堀光昭（堀光昭）
- 加纳龙（加納竜）：《少年侦探团》
- 北大路欣也（北大路欣也）：《江户川乱步的美女系列》
- 小野寺昭（小野寺昭）：《黑蜥蜴》
- 鄉廣美（郷ひろみ）：《D坡杀人案》
- 西乡辉彦（西郷輝彦）：《江户川乱步的美女系列》
- 伊武雅刀（伊武雅刀）：《黑蜥蜴》
- 佐野史郎（佐野史郎）
- 陣内孝則（陣内孝則）
- 稻垣吾郎（稲垣吾郎）
- 田村正和（田村正和）：《怪人二十面相》
- 松冈昌宏（松岡昌宏）：《明智小五郎VS金田一耕助》
- 伊藤英明（伊藤英明）：《金田一耕助VS明智小五郎》
- 滿島光（満島ひかり）：《江户川乱步短篇集系列 1925年明智小五郎》
- 西島秀俊（西島秀俊）：《名探偵・明智小五郎》

### 舞台剧
- 芥川比吕志（芥川比呂志）
- 天知茂（天知茂）：《黑蜥蜴》
- 中山仁（中山仁）：《黑蜥蜴》
- 北大路欣也（北大路欣也）：《黑蜥蜴》
- 草刈正雄（草刈正雄）：《黑蜥蜴》
- 津嘉山正种（津嘉山正種）：《黑蜥蜴》
- 榎木孝明（榎木孝明）：《黑蜥蜴》
- 姿月麻人（姿月あさと）
- 名高达男（名高達男）：《黑蜥蜴》
- 山中崇志（山中崇志）
- 高嶋政宏（高嶋政宏）：《黑蜥蜴》
- 斋藤晴彦（斎藤晴彦）

### 廣播劇
- 广川太一郎（広川太一郎）：《少年侦探团》

### 宝塚歌劇團
- 春野寿美礼（春野寿美礼）：《黑蜥蜴》